# Алберто Фернандес
Алберто Анхел Фернандес (на испански: Alberto Ángel Fernández) е аржентински адвокат, професор и политик, който служи като президент на Аржентина от 2019 г. Той е член на Хустисиалистката партия и оглавява Кабинета на министрите по време на президентството на Нестор Кирхнер. Печели изборите през 2019 г., побеждавайки текущия президент на страната Маурисио Макри с 48% от гласовете.

## Биография
Фернандес е роден на 2 април 1959 г. в Буенос Айрес. Учи право в университета в Буенос Айрес. Завършва на 24 години, а по-късно става професор по наказателно право. Направен е съветник към Законодателното събрание на Буенос Айрес и Палатата на депутатите на Аржентина. След това е назначен за заместник-директор по правните дела в министерството на икономиката. Като такъв е избран за главен аржентински дипломат на Уругвайския кръг. При управлението на Карлос Менем служи като президент на Асоциацията на латиноамериканските застрахователни управители в периода 1989 – 1992 г. Работи и като съветник за Меркосур относно застрахователните дела. По това време се сближава политически с бившия губернатор на провинция Буенос Айрес– Едуардо Дуалде.
През 2003 г. е назначен за ръководител на Кабинета на министрите. Нова система, въвеждаща променливи данъци върху селскостопанския износ, предизвиква конфликт между правителството и селскостопанския сектор през 2008 г. По това време Фернандес изпълнява ролята на главно лице за преговори от страна на правителството. Преговорите се провалят и скоро след това Фернандес подава оставка.
На 18 май 2019 г. Кристина Фернандес де Киршнер обявява, че Фернандес ще се кандидатира за президент, а тя – за негов вицепрезидент. Фернандес получава подкрепата на Генералната конфедерация на труда в замяна на обещание, че ще развива икономиката, без да въвежда трудови реформи. На 11 август Фернандес печели предварителните избори с 47,7% от гласовете срещу 31,8% от гласовете за текущия президент Маурисио Макри. На 27 октомври Фернандес спечелва президентски избори с 48,1% от гласовете срещу 40,4% за Макри, като разликата е достатъчно голяма, за да пропусне балотаж. Фернандес встъпва в длъжност като президент на 10 декември 2019 г.